# قرية السنديانة
السنديانة تقع قرية سورية غربي محافظة القنيطرة في الجولان المحتل و تبعد عنها 13كم تقيم على أرض بركانية وعرة جنوب تل أبو خنزير وغرب وادي الدلهمية يحدها من الشمال قرية كفر نفاخ ومن الشرق قرية الدلهمية ومن الجنوب المزرعة التابعة لهذه القرية التي تسمىعين القرة ومن الغرب قرية القادرية و وهي تابعة إدارياً لمحافظة "القنيطرة"، يقطنها التركمان وبعض عرب عجرما 

## السكان
بلغ عدد سكان القرية قبل الاحتلال الإسرائيلي في إحصاء حزيران عام 1967 حوالي 1030 نسمة، وقد طردت إسرائيلجميع سكانها السوريون و دمرتها.